# Indicateur de dispersion
Pour les articles homonymes, voir Indicateur et Dispersion.
En statistique, un indicateur de dispersion mesure la variabilité des valeurs d’une série statistique. Il est toujours positif et d’autant plus grand que les valeurs de la série sont étalées. Les plus courants sont la variance, l'écart-type et l'écart interquartile.
Ces indicateurs complètent l’information apportée par les indicateurs de position ou de tendance centrale, mesurés par la moyenne ou la médiane.
Dans la pratique, c'est-à-dire dans l'industrie, les laboratoires ou en métrologie, où s'effectuent des mesurages, cette dispersion est estimée par l'écart type.

## Étendue
L'étendue est la différence entre la valeur maximale et la valeur minimale du caractère statistique : xmax – xmin.
Exemple : soit une série de mesures {8, 1, 2, 3, 7, 10, 9} ; la valeur maximale xmax est 10 et la valeur minimale xmin est 1. L'étendue de cette série statistique vaut donc 10-1 = 9.

## Écart interquartile
L'écart interquartile est la différence entre le troisième et le premier quartiles.
Écart interquartile = Q3 − Q1
Il correspond à l'étendue de la série statistique après élimination de 25 % des valeurs les plus faibles et de 25 % des valeurs les plus fortes. Cette mesure est plus robuste que l'étendue, qui est sensible aux valeurs extrêmes.

## Dispersion autour de la moyenne
Une fois calculée la moyenne, {\displaystyle {\bar {x}}}, on peut chercher à savoir de quelle façon les valeurs s'en éloignent. On crée alors une nouvelle série statistique : la série des écarts. On définit un écart comme la différence entre une valeur et la moyenne 
{\displaystyle e_{i}=x_{i}-{\bar {x}}}

### Écart moyen
La moyenne de ces écarts pourrait sembler un bon indicateur, mais les propriétés de la moyenne font qu'elle est nulle. En effet, certains de ces écarts sont négatifs et d'autres sont positifs, la somme des écarts positifs compensant exactement la somme des écarts négatifs. Pour s'abstraire du signe, on calcule la moyenne de la valeur absolue des écarts, soit l'écart moyen.

### Variance
La fonction valeurs absolues n'étant pas dérivable, elle n'est pas compatible avec certaines analyses. Pour rendre positifs les écarts, on recourt alors à la mise au carré. La moyenne des carrés des écarts ainsi calculée est la variance, qui s'exprime ainsi :
- {\displaystyle V={\frac {1}{n}}\sum _{i=1}^{n}e_{i}^{2}={\frac {1}{n}}\sum _{i=1}^{n}(x_{i}-{\bar {x}})^{2}} dans le cas d'une série discrète non triée ;
- {\displaystyle V={\frac {\sum _{i=1}^{n}n_{i}(x_{i}-{\bar {x}})^{2}}{\sum _{i=1}^{n}n_{i}}}=\sum _{i=1}^{n}f_{i}(x_{i}-{\bar {x}})^{2}} dans le cas d'une série discrète regroupée ;
- {\displaystyle V={\frac {\sum _{i=1}^{n}n_{i}(m_{i}-{\bar {x}})^{2}}{\sum _{i=1}^{n}n_{i}}}=\sum _{i=1}^{n}f_{i}(m_{i}-{\bar {x}})^{2}} dans le cas d'une série continue.

La disparition des valeurs absolues permet des calculs plus simples. On démontre que la variance peut se calculer plus simplement par les formules suivantes :
- {\displaystyle V={\frac {1}{n}}\sum _{i=1}^{n}x_{i}^{2}-{\bar {x}}^{2}} dans le cas d'une série discrète non triée ;
- {\displaystyle V={\frac {\sum _{i=1}^{n}n_{i}x_{i}^{2}}{\sum _{i=1}^{n}n_{i}}}-{\bar {x}}^{2}=\sum _{i=1}^{n}f_{i}x_{i}^{2}-{\bar {x}}^{2}} dans le cas d'une série discrète regroupée ;
- {\displaystyle V={\frac {\sum _{i=1}^{n}n_{i}m_{i}^{2}}{\sum _{i=1}^{n}n_{i}}}-{\bar {x}}^{2}=\sum _{i=1}^{n}f_{i}m_{i}^{2}-{\bar {x}}^{2}} dans le cas d'une série continue.

### Écart type
En raison de la mise au carré des écarts, l'unité de la variance est le carré de celle du caractère (ex. : si le caractère est en kg, sa moyenne est en kg, mais sa variance est en kg2), d'où l'impossibilité d'additionner la moyenne et la variance. On définit donc l'écart type, noté σ, comme étant la racine de la variance ; son unité est ainsi la même que celle de la moyenne. La possibilité d'additionner moyenne et écart type est fondamentale, en particulier pour le calcul d'intervalles de confiance (voir plus bas).
- {\displaystyle \sigma ={\sqrt {{\dfrac {1}{n}}\sum _{i=1}^{n}(x_{i}-{\overline {x}})^{2}}}} dans le cas d'une série discrète non triée ;
- {\displaystyle \sigma ={\sqrt {\dfrac {\sum _{i=1}^{n}n_{i}(x_{i}-{\overline {x}})^{2}}{\sum _{i=1}^{n}n_{i}}}}={\sqrt {\sum _{i=1}^{n}f_{i}(x_{i}-{\overline {x}})^{2}}}} dans le cas d'une série discrète regroupée ;
- {\displaystyle \sigma ={\sqrt {\dfrac {\sum _{i=1}^{n}n_{i}(m_{i}-{\overline {x}})^{2}}{\sum _{i=1}^{n}n_{i}}}}={\sqrt {\sum _{i=1}^{n}f_{i}(m_{i}-{\overline {x}})^{2}}}} dans le cas d'une série continue.

#### Propriétés de l'écart type
Invariance par translationL'écart type n'est pas modifié si on ajoute ou retranche une constante à la série statistique. Si yi = xi + C alors σy = σx.
Stabilité par multiplication par une constanteSi on multiplie une série par une constante positive, l'écart type est multiplié par la même constante. Si yi = K xi alors σy = K σx.
PositivitéL'écart type est toujours positif ; il n'est nul que si la série statistique est constante.
Sensibilité aux valeurs extrêmesComme la moyenne, l'écart type est sensible aux valeurs extrêmes ou aberrantes et il est parfois nécessaire d'éliminer ces valeurs avant de faire le calcul de l'écart type.

#### Écart type relatif
Pour comparer deux séries statistiques qui n'ont pas le même ordre de grandeur, il est parfois bon de comparer l'écart type et la moyenne en faisant le quotient, on obtient alors l'écart type relatif.
{\displaystyle \sigma /{\overline {x}}}.
Remarque : l'écart type relatif est aussi appelé coefficient de variation.

### Intervalle de confiance ou plage de normalité
Lorsque le caractère statistique a une distribution normale gaussienne, grossièrement en forme de cloche, l'écart type prend tout son sens :
- dans l'intervalle {\displaystyle [{\bar {x}}-\sigma ,{\bar {x}}+\sigma ]}, on trouve 68 % de la population ;
- dans l'intervalle {\displaystyle [{\bar {x}}-2\sigma ,{\bar {x}}+2\sigma ]}, on trouve 95 % de la population ;
- dans l'intervalle {\displaystyle [{\bar {x}}-3\sigma ,{\bar {x}}+3\sigma ]}, on trouve 99,7 % de la population.

Ces intervalles sont les plages de normalité à niveau de confiance de 68 %, 95 %, 99,7 % (voir la règle 68-95-99,7).

## Diamètres d'ordrer
Lorsqu'on dispose d'un ensemble de points {\displaystyle (M_{i})_{i=1,...,n}}, par exemple dans le plan, on peut mesurer la dispersion des points en utilisant les distances {\displaystyle d_{i,j}} entre les couples de points différents. On appelle alors diamètre d'ordre r (où r est un réel non nul) le coefficient {\displaystyle D_{r}=\left({\frac {2}{n(n-1)}}\sum _{i<j}{d_{i,j}}^{r}\right)^{\frac {1}{r}}}.
Le diamètre d'ordre 0 est défini comme la limite, lorsque les di,j sont tous non nuls, de Dr, pour r tendant vers 0.
Nicolas Gauvrit et Jean-Paul Delahaye ont montré que la meilleure valeur possible (parmi les diamètres d'ordre r) pour capturer la notion intuitive de dispersion est le diamètre d'ordre 0 : c'est celle qui correspond le mieux à ce que répondent des sujets adultes à qui on demande des estimations de dispersion.

## Question de minimum
La médiane est la valeur qui rend minimum la fonction f définie par
- {\displaystyle f(X)={\dfrac {1}{n}}\sum _{i=1}^{n}|x_{i}-X|} dans le cas d'une série discrète triée non regroupée.

La moyenne est la valeur qui rend minimum la fonction g définie par
- {\displaystyle g(X)={\sqrt {{\dfrac {1}{n}}\sum _{i=1}^{n}(x_{i}-X)^{2}}}} dans le cas d'une série discrète non triée.
- {\displaystyle g(X)={\sqrt {\dfrac {\sum _{i=1}^{n}n_{i}(x_{i}-X)^{2}}{\sum _{i=1}^{n}n_{i}}}}={\sqrt {\sum _{i=1}^{n}f_{i}(x_{i}-X)^{2}}}} dans le cas d'une série discrète regroupée.
- {\displaystyle g(X)={\sqrt {\dfrac {\sum _{i=1}^{n}n_{i}(m_{i}-X)^{2}}{\sum _{i=1}^{n}n_{i}}}}={\sqrt {\sum _{i=1}^{n}f_{i}(m_{i}-X)^{2}}}} dans le cas d'une série continue.